# Rudolf Anton von Buol-Schauenstein

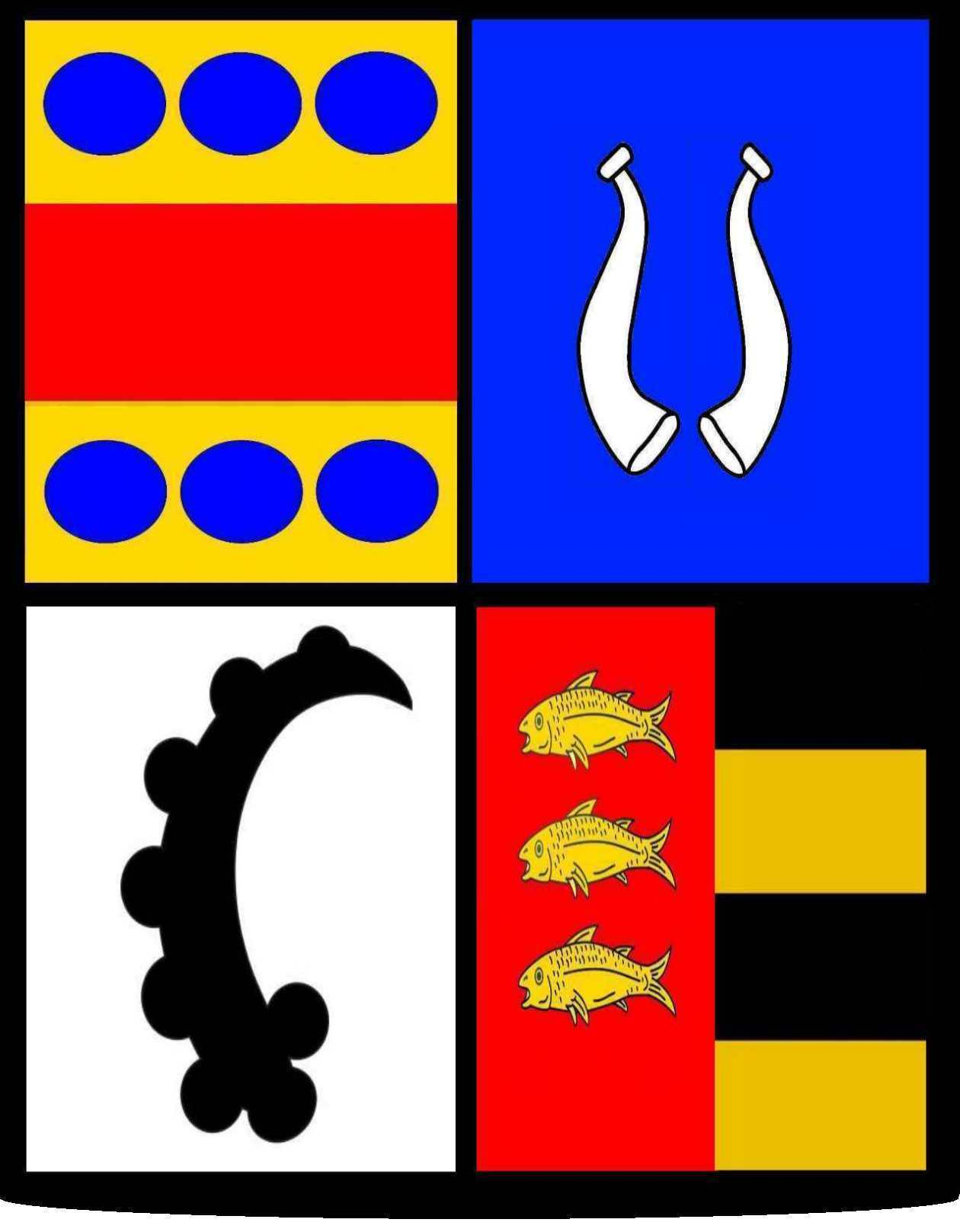
Wappen des Reichsfreiherrn Rudolf Anton von Buol-Schauenstein

Rudolf Anton von Buol-Schauenstein (* 1705; † 1765) Reichsfreiherr aus der katholischen Linie derer von Buol-Schauenstein.

## Familie
Rudolf Anton, war Sohn des Oberst im zweiten Bündner Bataillon und k.u.k. Generalmajor, Johann Anton von Buol, Freiherr von Riet- und Strassberg, (* 1671, † 1717 Wien, im Duell getötet,) und der Emilie Schauenstein Freiin von Ehrenfels (* ca. 1680) T.d. Johann Schauenstein von Ehrenfels und der Margaretha von Schauenstein. 
Aus der Ehe mit Josepha Freiin von Wenser gingen fünf Kinder hervor.
- Johann Anton Baptist von Buol-Schauenstein, * 1729, † 1797
- Franz Thomas von Buol-Schauenstein, * 1733, † 1758,  Hauptmann im graubündner Regiment von Sprecher in k. u. k. Diensten
- Joseph Theodor von Buol-Schauenstein, * 1739, † 1760, Hauptmann in k.u.k.  Diensten
- Rudolf Anton von Buol-Schauenstein, * 1741, † 1752
- Regina von Buol-Schauenstein, *  1743, ⚭ Baron Peter von Rossi

## Werdegang
1727 zum Oberösterreichischen Hofkammer-Rat ernannt, erhielt er 1731 für sich und seine Nachkommen die Landsmannschaft im Tirol. 1735 Tiroler Regierungsrat, wurde er 1738 Direktor der Herrschaft Bregenz und unmittelbarer Commisarius der Herrschaft Vorarlberg. Beim Überfall der Franzosen 1744 und 1745 war ihm die dortige Landesdefension übertragen. 1744 Ober-Gesandter an die eidgenössischen Stände in Bern, Luzern und Zürich. 1790 wurde er k. u. k. Repräsentant des Königreiches Böhmen, 1750 unmittelbarer Repräsentant bei der Hofkammer der vorderösterreichischen Lande, 1751 war er Commissarius bei der Tiroler Landstände-Versammlung.

## Wappen

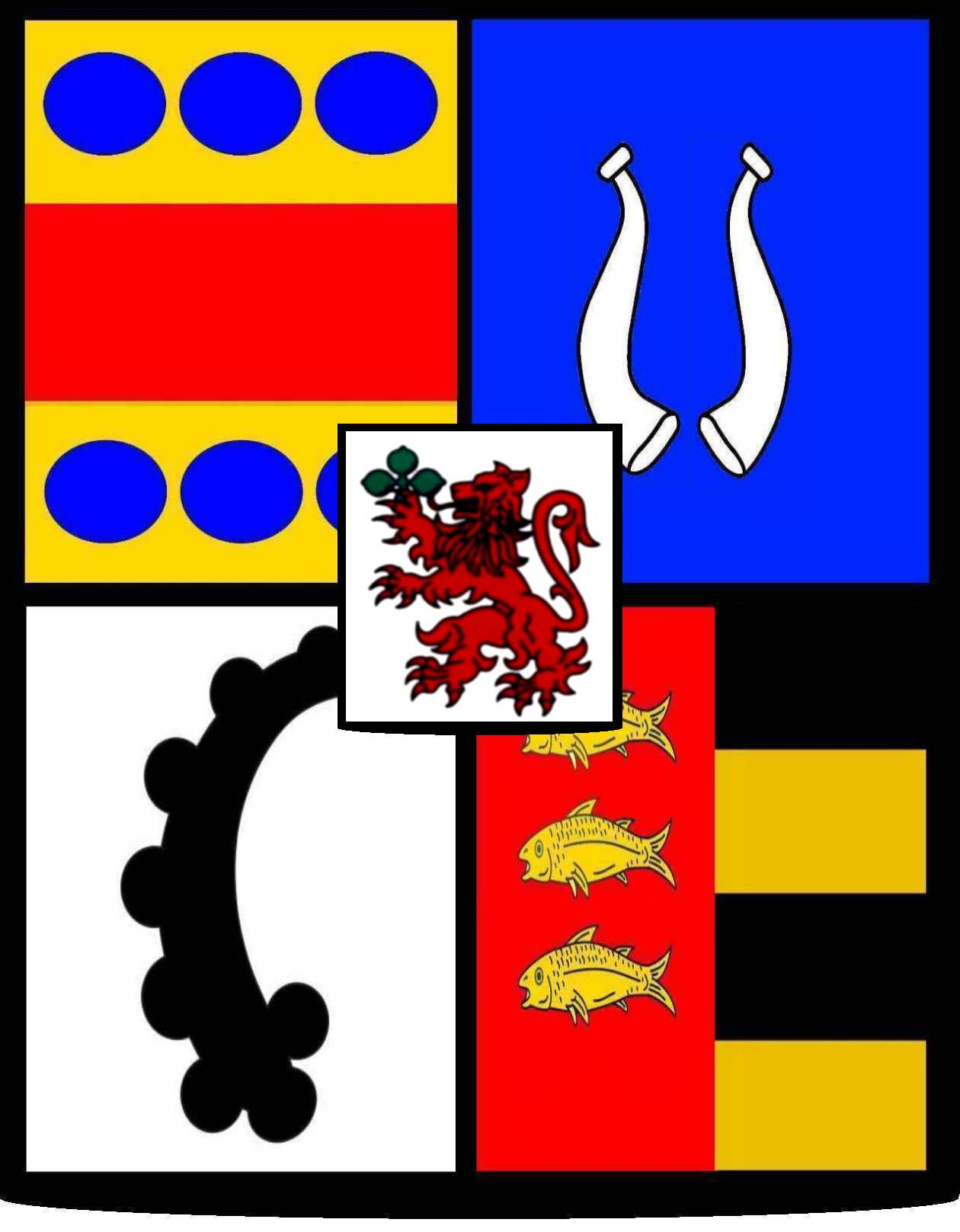
Wappen mit Herzschild

Ein quadrierter Schild, Feld 1 in Gold ein roter Querbalken begleitet oben
und unten von drei blauen Kugeln, Feld 2 in Blau die silbernen Büffelhörner und Feld 3 in Silber das schwarze Gemshorn von Haldenstein, Feld 4 in Rot die goldenen Fische für Schauenstein, und Feld 5 in Gold zwei schwarze Querbalken. 
Der mittelste Helm führt den blauen gekrönten Löwen für den Herzschild mit dem Stammwappen, Helm rechts den Schauensteiner Hut mit dem Fisch, und Helm links die Lichtensteiner Büffelhörner. Helmdecken.